# 2-norbornanocarbonitrilo
El 2-norbornanocarbonitrilo o norbornano-2-carbonitrilo es un nitrilo de fórmula molecular C8H11N.
La estructura de este compuesto corresponde al hidrocarburo bicíclico norbornano al que se halla unido un grupo carbonitrilo (−C≡N).

## Propiedades físicas y químicas
A temperatura ambiente, el 2-norbornanocarbonitrilo es un sólido cristalino y pegajoso con una coloración entre blanca y beis.
Tiene su punto de fusión a 44 °C y su punto de ebullición a 232 °C —90 °C a una presión reducida de 12 mmHg—.
Con una densidad semejante a la del agua, su solubilidad en este líquido es de apenas 1 g/L; el valor del logaritmo de su coeficiente de reparto, logP = 1,47, indica que es más soluble en disolventes apolares —como el 1-octanol— que en disolventes polares.
En cuanto a su reactividad, este nitrilo es incompatible con agentes oxidantes y agentes reductores fuertes, así como con ácidos y bases fuertes.

## Síntesis y usos
El 2-norbornanocarbonitrilo puede ser sintetizado por oxidación electroquímica de 2-norbornanona carbometoxihidrazona. La reacción tiene lugar con cianuro sódico en metanol utilizando un ánodo de carbono a temperatura ambiente. Este procedimiento tiene un rendimiento aproximado del 42%.
Otra forma de obtener este ciclonitrilo es por reducción del 5-norborneno-2-carbonitrilo mediante la adición de paladio, carbón activado en magnesio y metanol. El rendimiento alcanza el 93%.
En cuanto a sus aplicaciones, este nitrilo se puede emplear para la síntesis de compuestos de organoaluminio con un grupo vinilico de aluminaazaciclopenteno. Estos compuestos se preparan haciendo reaccionar un compuesto de organoaluminio no iónico, que tenga un resto de aluminaciclopeneteno, con un nitrilo —como el 2-norbornanocarbonitrilo— en presencia de una base de Lewis estable.
También se puede emplear en la elaboración de derivados de amidino para uso terapéutico, en particular como inhibidores de la enzima óxido nítrico sintetasa.
Por otra parte, se ha propuesto el uso del 2-norbornanocarbonitrilo en lejías acuosas líquidas. Dichas composiciones contienen hipoclorito como agente blanqueador y un perfume estable en la lejía, entre los que cabe utilizar este ciclonitrilo.

## Precauciones
Esta sustancia es inflamable, teniendo su punto de inflamabilidad a 79 °C.
Puede causar irritación en los ojos y en la piel, así como en el tracto respiratorio y digestivo. En el cuerpo humano, el 2-norbornanocarbonitrilo se metaboliza a cianuro, lo que puede provocar dolor de cabeza, mareos, debilidad, inconsciencia, convulsiones, coma e incluso la muerte. También puede tener efectos sobre el sistema nervioso central.